# Han Seung-soo
Han Seung-soo (* 28. Dezember 1936 in Shunsen, Unterprovinz Kōgendō, Provinz Chōsen, früheres Japanisches Kaiserreich, heutiges Südkorea) ist ein südkoreanischer Politiker und Diplomat. Vom 29. Februar 2008 bis zum 28. September 2009 war Han Premierminister Südkoreas. Er war zuvor sowohl Außen-, Handels-, Wirtschafts- und Finanzminister als auch stellvertretender Regierungschef seines Landes, sowie Präsident der 56. Sitzung der Generalversammlung der Vereinten Nationen.

## Akademische Laufbahn
Han Seung-soo erlangte 1960 den Bachelor-Grad in Politikwissenschaft an der Yonsei University und 1963 den M.A. an der Seoul National University; darauf promovierte er 1968 an der Universität York, England, in Wirtschaftswissenschaft. Für seine Doktorarbeit „The Growth and Function of the European Budget“ wurde er von der Europäischen Gemeinschaft ausgezeichnet.
1970 bis 1988 war er ordentlicher Professor für Ökonomie an der Seoul National University, 1986/87 daneben Gastprofessor in Tokio.
Daneben war er als Konsulent für die Wirtschaftskommission der Vereinten Nationen für Asien und den Pazifik (ESCAP) und die Weltbank tätig, von Letzterer wurde er Ende der 1970er Jahre als Berater der dortigen Regierung nach Jordanien entsandt.
Später wurde er besonderer Gastprofessor an der Akademie für Internationale Studien der Yonsei-Universität in Seoul sowie Honorarprofessor an der Universität York, England.

## Politische Laufbahn
1988 wurde Han Seung-soo in das Parlament Südkoreas gewählt, dessen Mitglied er bis heute (Stand März 2006) ist. 1988–1990 war er Handelsminister Südkoreas. 1993/94 entsandte sein Land Han als Botschafter in die USA, bevor ihn 1994 Präsident Kim Young-sam zu seinem Kabinettschef bestimmte; an dieses Amt schloss 1996 die Berufung zum stellvertretenden Regierungschef sowie Finanz- und Wirtschaftsminister an, diese Posten hatte er bis 1997 inne. In seine Amtszeit fallen der Beitritt der Republik Korea zur OECD und das erste Hilfsangebot Südkoreas an Nordkorea, Reis zu liefern.
Im April 2001 wurde er schließlich Außenminister. Als dieser wurde er im September desselben Jahres zum Präsidenten der 56. Sitzung der Generalversammlung der Vereinten Nationen gewählt. In dieser Funktion nahm Han für die UNO den Friedensnobelpreis 2001 entgegen.
Nach Ende seiner Amtszeit als Präsident der UN-Generalversammlung trat er auch als Außenminister Südkoreas zurück. Im Jahr 2007 wurde Han zusammen mit Gro Harlem Brundtland und Ricardo Lagos vom UN-Generalsekretär Ban Ki-moon zum Sonderbeauftragten für Klimafragen berufen.
Am 28. Januar 2008 erklärte der im Dezember 2007 gewählte neue Staatspräsident Südkoreas, Lee Myung-bak, er werde Han nach seiner Amtseinführung am 25. Februar 2008 dem Parlament als neuen Premierminister vorschlagen. Das südkoreanische Parlament stimmte dem Vorschlag am 29. Februar 2008 mit großer Mehrheit zu.
Bei den Parlamentswahlen vom 9. April 2008 konnte Hans Partei Hannara-dang die absolute Mehrheit der Mandate erreichen. Doch bereits am 10. Juni 2008 boten Han und alle Minister seines Kabinetts ihren Rücktritt an. Diesem Schritt vorausgegangen waren massive Proteste in der Bevölkerung gegen aktuelle Pläne, das 2003 verhängte Verbot gegen Rindfleischimporte aus den USA aufzuheben. Der Einfuhrstopp war wegen der damals grassierenden Seuche BSE beschlossen worden. Große Teile der Bevölkerung warfen der Regierung vor, Sicherheitskontrollen zu vernachlässigen und die Gesundheit der Menschen aufs Spiel gesetzt zu haben.